# Liste der amerikanischen Militärstandorte in Deutschland

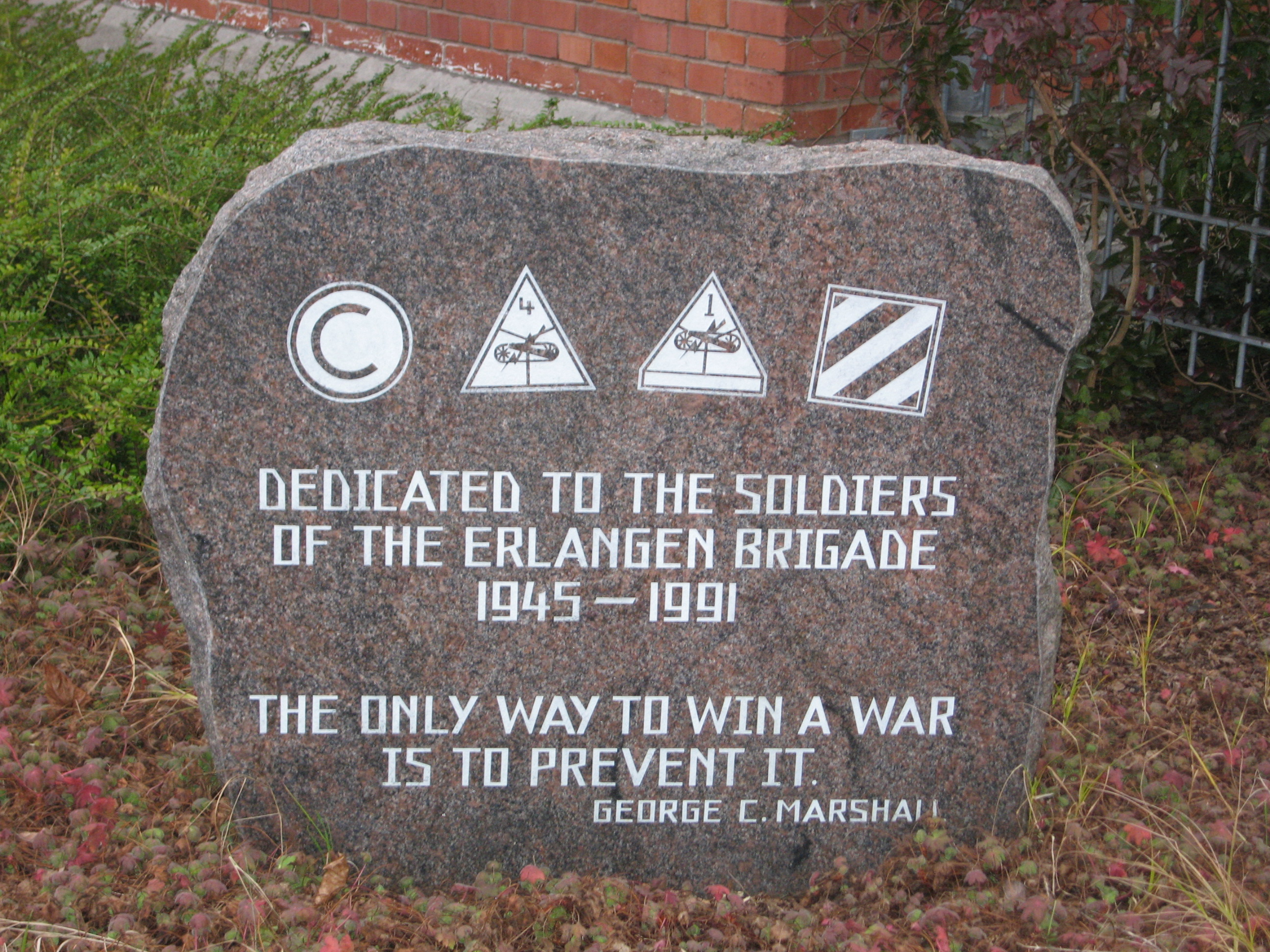
Gedenkstein an die Erlanger US-Brigade vor den Ferris Barracks

Die Liste der amerikanischen Militärstandorte in Deutschland listet alle militärischen Einrichtungen amerikanischer Verbände in Deutschland auf, sowohl geschlossene als auch noch bestehende. Um die Originalität zu erhalten, folgen die Ortsnamen – so weit es vertretbar erschien – den bei den US-Streitkräften üblichen Bezeichnungen (d. h. spätere Gemeindereformen werden nicht berücksichtigt). Mit dem Anwachsen der Datenmenge wurde es nötig die einzelnen Garnisonen in zwei getrennten Seiten aufzuführen: Liste der amerikanischen Militärstandorte in Süddeutschland, Liste der amerikanischen Militärstandorte in Norddeutschland.
Die Verbände unterstanden folgenden Oberkommandos:
- USAREUR = United States Army Europe (Amerikanische Landstreitkräfte in Europa), Heidelberg.

Die amerikanischen Streitkräfte waren zunächst als USFET (United States Forces European Theater) vom 1. August 1945 bis 28. Februar 1946 in Berlin und Frankfurt am Main, IG Farben Building, organisiert. Am 15. März 1947 wurden sie umgegliedert zu EUCOM (European Command) in Frankfurt, 1948 Verlegung von Frankfurt nach Heidelberg, Campbell Barracks. Am 1. Januar 1950 Umgliederung zu USAREUR (United States Army Europe). USAREUR war USEUCOM (United States European Command), seit 1967 in Stuttgart-Vaihingen, Patch Barracks, unterstellt.
- USAFE = United States Air Force Europe (Amerikanische Luftstreitkräfte in Europa), Wiesbaden, 1972 Ramstein Air Base.

Die amerikanischen Luftstreitkräfte wurden – noch als Truppenteil der US Army – am 16. August 1945 von USSTAF (United States Strategic Air Forces in Europe) zu USAFE (US Air Forces, Europe) in Wiesbaden, Lindsey Air Station, umgegliedert. Die Unterstellung unter EUCOM wurde 1950 aufgehoben. 1972 Verlegung nach Ramstein Air Base. USAFE war USEUCOM (United States European Command), seit 1967 in Stuttgart-Vaihingen, Patch Barracks, unterstellt.
Die amerikanischen Nuklearwaffen auf deutschem Boden bildeten das Rückgrat des Nordatlantischen Bündnisses. Sie waren das entscheidende militärische Element des Kalten Krieges. Die Befähigung zum Einsatz des nuklearen Arsenals und der dem Gegner glaubwürdig vermittelte Willen zum letztlichen Gebrauch dieser Waffen bildeten das Kernelement in der globalen bipolaren Auseinandersetzung. Verantwortlich für die nukleare Einsatzfähigkeit der USA war 59th Ordnance Brigade in Pirmasens. Die nukleare Verwahrung nach dem Prinzip der zwei Schlüssel oblag den United States Army Field Artillery Detachments (USAFAD) – bei den Nike-Verbänden United States Army Artillery Detachments (USAAD), die auf Korpsebene den United States Army Artillery Groups (USAAG) unterstanden. Die Detachments waren ab 1958 bei allen nuklearfähigen NATO-Verbündeten auf deutschem Boden (Deutschland, Großbritannien, Belgien, Niederlande, Kanada (bis 1984) und auch Frankreich bis 1966) stationiert. Als Führungs- und Fernmeldenetz (Command and Control) wurde von 1976 bis 1982 das System „Regency Net“ mit der Leitstelle in Pirmasens aufgebaut. Regency Net hätte im Ernstfall der Übermittlung von „Emergency Action Messages“ des CINCEUR (in Personalunion auch SACEUR) zur Freigabe von Atomwaffen für die nationalen Partner gedient. Für die Air Force bestand eine analoge Organisation mit Munitions Support Squadrons (MUNSS) und einer Munitions Maintenance Group in Ramstein.

## Aktuelle Garnisonen und ihre Funktionen  (Stand 2025)
Die verbliebenen US-Garnisonen konzentrieren sich auf fünf Hauptregionen:
1. USAG Ansbach
- 
Stützpunkt der 12th Combat Aviation Brigade mit Apache AH-64 Kampfhubschraubern.
- Standorte: Ansbach, Katterbach, Illesheim.
2. USAG Bavaria:
- Umfasst die Truppenübungsplätze Grafenwöhr und Hohenfels.
- Beinhaltet die Rose Barracks in Vilseck mit dem 2nd Cavalry Regiment
- Military Community Garmisch als zusätzlicher Standort.
3. USAG Rheinland-Pfalz:
- Kaiserslautern ist das logistische Zentrum der US-Streitkräfte in Europa.
- Landstuhl das Regional Medical Center zur Versorgung von Verwundeten aus Konfliktgebieten.
- Baumholder ist einer der größten Standorte für US-Kampftruppen außerhalb der USA.
4. Ramstein Air Base:
- Zentrale Luftdrehscheibe für US-Operationen in Europa und dem Nahen Osten.
- Wichtige Relaisstation für die Steuerung von ferngesteuerten Kampfdrohnen.
5. USAG Stuttgart:
- Sitz überregionaler Hauptquartiere.
- Panzerkaserne Böblingen beherbergt das Hauptquartier der U.S. Marines für Europa und Afrika.
- 
Kelley Barracks in Stuttgart-Möhringen ist das Kommandozentrum für US-Militäroperationen in Afrika.

### Strategische Bedeutung
Die verbliebenen Garnisonen sind stark spezialisiert und dienen als logistische Drehpunkte, Trainingszentren und Hauptquartiere. Die US-Präsenz in Deutschland bleibt ein zentraler Bestandteil der NATO-Strategie.

## Abkürzungen
| Abkürzung | Text                                          |
| --------- | --------------------------------------------- |
| AB        | Air Base                                      |
| ACE       | Allied Command Europe                         |
| BAOR      | British Army of the Rhine                     |
| CINCEUR   | Commander in Chief USAREUR                    |
| JaboG     | Jagdbombergeschwader                          |
| MUNSS     | Munitions Support Squadron                    |
| NATO      | North Atlantic Treaty Organisation            |
| RAFG      | Royal Air Force Germany                       |
| SACEUR    | Supreme Allied Commander Europe               |
| SHAPE     | Supreme Headquarters Allied Powers Europe     |
| USAAD     | United States Army Artillery Detachment       |
| USAAG     | United States Army Artillery Group            |
| USAFAD    | United States Army Field Artillery Detachment |
| USAFE     | United States Air Force in Europe             |
| USAREUR   | United States Army in Europe                  |
| USEUCOM   | United States European Command                |